# Стамболовизъм
„Стамболовизъм“ е понятие, което обозначава политиката, водена от Стефан Стамболов от 1887 до 1894 г., когато е министър-председател на България.
Малко след пристигането на княз Фердинанд в Търново неговият първи регент Стамболов съставя правителство на създадената от него по-рано Народнолиберална партия.
Характеристика на Стамболовата политика:
- осъществява единна държавна стратегия на стопанско развитие;
- води се активна протекционистка политика в полза на българското производство;
- осигуряват се безлихвени заеми за индустриалците;
- води се борба против капитулационния режим;
- сключват се временни търговски съглашения със западноевропейски страни (1889-1890);
- Развити са банковото, акционерното и застрахователното дело;
- Проявява се стремеж към привличане на чужди капитали.

Основната икономическа идея на Стамболов е държавната закрила за българската индустрия.
По времето на Стамболовото управление се приема първият български цялостен закон за народното просвещение. Открит е Софийският университет през 1888 г.
Стамболов е известен със своето родолюбие и отстояване на интересите на България, довели го от активно сътрудничество с Русия до разрив с нея, възприемано от някои като прозападна ориентация и непоносимост към русофилството.